# Portrait d'un marin inconnu
Portrait d'un marin inconnu est un tableau peint par Antonello de Messine entre 1465 et 1476. Il mesure 31 cm de haut sur 24,5 cm de large. Il est conservé au musée Mandralisca à Cefalù. 
Il s'agirait d'un des plus anciens exemples connus de portrait d'un sujet souriant, près de 50 ans avant la Joconde. 

## Histoire
Les circonstances de la commande du tableau, ainsi que son emplacement d'origine, ne sont pas connus. Selon la tradition orale, il aurait été offert en cadeau au baron de Mandralisca sur l' île de Lipari , où il semble qu'il ait été utilisé comme comptoir par l'apothicaire.
L'histoire est reprise par Vincenzo Consolo dans l'ouvrage Il sorriso dell'ignoto marinio qui fait référence aux événements de Bronte en 1860 (revendications foncières des agriculteurs à la suite de l'arrivée de Garibaldi) .
La protagoniste Mandralisca de Cefalù, à qui le tableau a été offert sur l'île de Lipari, comprend la théorie de la non-histoire et devient la porte-parole de l'âme malheureuse des Siciliens. Théorie soutenue par Verga cent ans plus tôt.

## [1]Notes et références
1. ↑  « Sos per Antonello da Messina - Corriere della Sera », sur www.corriere.it (consulté le 9 avril 2025)